# Aedes Castoris

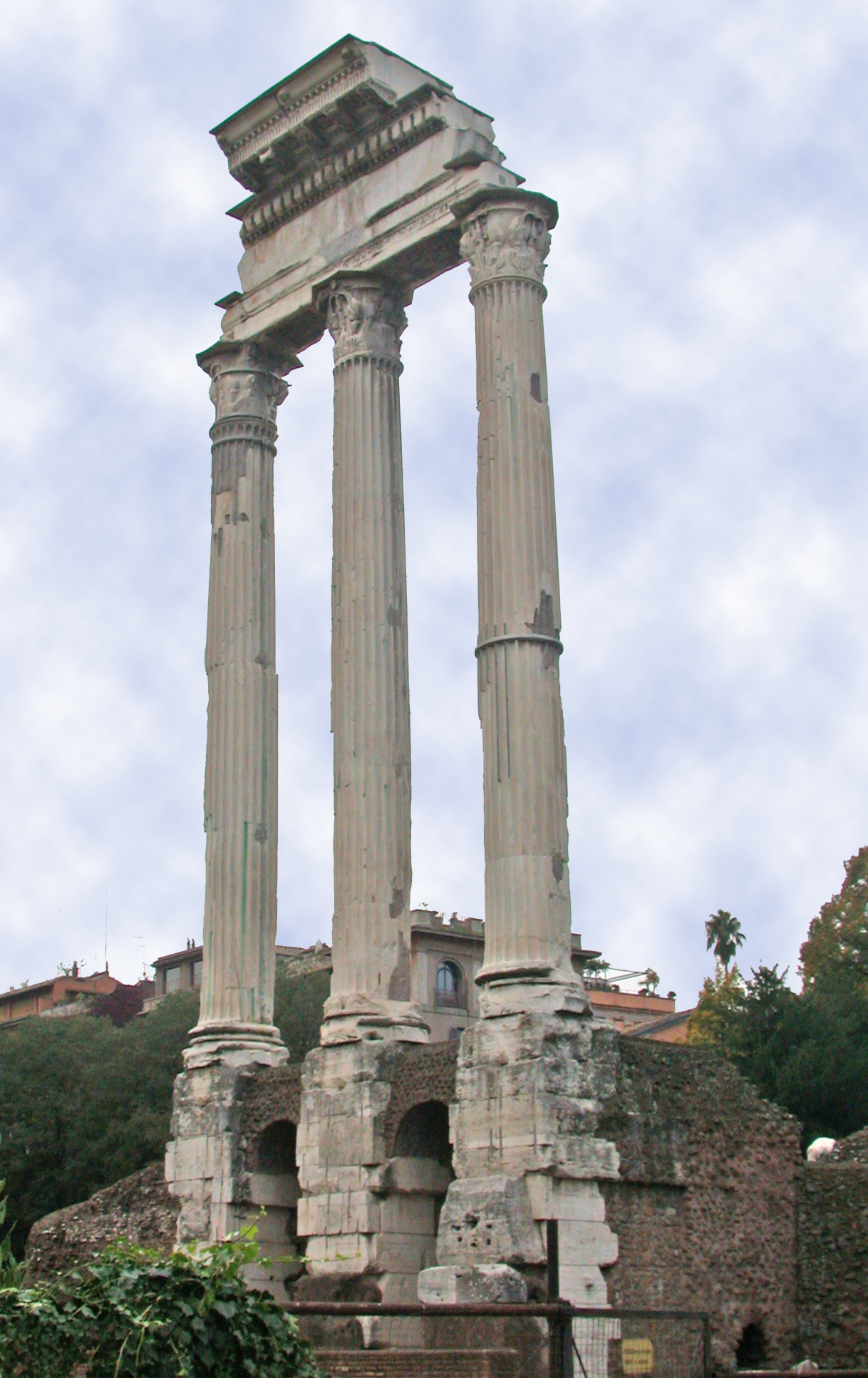
Die Tempelruine auf dem Forum Romanum.

Die Aedes Castoris, deutsch Castortempel oder Dioskurentempel, ist ein Tempel am Forum Romanum in Rom, der den Dioskuren Castor und Pollux, den Zwillingssöhnen des Gottes Zeus und der Leda, geweiht war. Er ist einer der ältesten Tempel auf dem Forum und soll antiker Tradition zufolge im Jahr 499 oder 496 v. Chr. gelobt und 484 v. Chr. eingeweiht worden sein.
In der heute erhaltenen Form wurde er unter Kaiser Augustus neu errichtet und im Rahmen der Umgestaltung des Forums im Jahr 6 n. Chr. im Namen des Tiberius und dessen verstorbenen Bruders Drusus geweiht. Anlass und Zeitpunkt der Gelobung dieses Neubaus sind unbekannt.

## Überlieferung, Deutung, Name
Der Tempel soll im Verlauf der Schlacht am Regillus-See 499 v. Chr. durch den römischen Diktator Aulus Postumius Albus Regillensis gelobt worden sein. Im Jahr 484 v. Chr. wurde der Tempel durch einen Sohn des Postumius geweiht. Ob es sich um den Konsul des Jahres 466 v. Chr., Spurius Postumius Albus Regillensis, oder dessen Bruder Aulus Postumius Albus Regillensis, Konsul des Jahres 464 v. Chr., handelte, ist unklar. Zugrunde liegt die Überlieferung, die Dioskuren wären in der damaligen Schlacht erschienen und hätten den Römern zum Sieg verholfen. Laut Dionysios von Halikarnassos hätte die Stadt Rom den Tempel auf dem Forum aus Dankbarkeit errichtet. Tag der Einweihung war den Fasten zufolge der 27. Januar, einzig Livius überliefert den 15. Juli.
Bereits antike Autoren nannten die Epiphanie der Dioskuren in der Schlacht am Regillus-See zusammen mit einer gleichartigen Erscheinung der Brüder in der Schlacht zwischen Lokroi Epizephyrioi und Kroton am Fluss Sagra, die etwa 560 v. Chr. anzusetzen ist. Seit den Untersuchungen von Marta Sordi gilt es als wahrscheinlich, dass für den „Mythos“ in Rom die Schlacht an der Sagra Pate stand und rückwirkend eingebaut wurde. Die Errichtung eines Tempels für die Dioskuren, deren Kult in Latium seit dem 6. Jahrhundert v. Chr. nachzuweisen ist, manifestierte möglicherweise die staatstragende Funktion des Patriziats für die junge Republik. Als Reitergötter sollen sie die das reitende und für den Bestand wichtige Patriziat verkörpert haben. Dagegen wurde eingewandt, dass vor dem 4. Jahrhundert v. Chr. der römischen Reiterei keine entscheidende Rolle im römischen Heer zukam.
Im Jahr 117 v. Chr. wurde der Tempel von Lucius Caecilius Metellus Delmaticus erneuert. Der Tempel diente in der späten Republik mehrmals als Ort für Sitzungen des Senats.
Bis zum 1. Jahrhundert n. Chr. wurde der Bau in der Regel als aedes oder templum Castoris angesprochen. Erst danach werden in der lateinischen Literatur auch Pluralformen oder beide Dioskuren namentlich genannt. Den Griechisch schreibenden Autoren gilt der Bau immer als Heiligtum der Dioskuren.

## Der Tempel im 5. Jahrhundert v. Chr.
Die bei den Ausgrabungen freigelegten Strukturen in opus quadratum aus Cappellaccio-Tuff sind mit dem ersten Bau zu verbinden. Demnach handelte es sich um einen Tempel italischen Typs mit drei Cellen hinter einem tiefen Pronaos. Die Orientierung entsprach bereits der auch heute noch zu beobachtenden, doch war der Tempel ein wenig kleiner als der augusteische Bau ohne vorgelagerte Tribüne. Das Tempelpodium maß rund 27,50 × 37,00 Meter bei rund 3,50 Meter Höhe. Die von 4 × 3, wohl steinernen Säulen gestützte Vorhalle nahm dabei rund 19 Meter der Tiefe ein, die Cellen waren rund 18 Meter tief.

## Umbau des 2. Jahrhunderts v. Chr.
Reste von Opus caementicium, dem antiken Beton, zeugen von einer Umgestaltung im Verlauf des 2. Jahrhunderts v. Chr., als man dem Tempel die Tribüne vorlagerte. In diesem Zusammenhang wurde auch der Pronaos ein wenig verkürzt. Das Podium selbst wurde zum Teil abgetragen und mit Platten aus Peperin verkleidet, um es als Tribüne nutzen zu können. Der Grundriss wurde wahrscheinlich zu einem Peripteros sine postico reduziert, das heißt, die Säulenstellung lief nur an drei Seiten um, die Rückseite wies hingegen keine Säulen auf. Der Cellaboden dieser Bauphase war mit einem weißen Mosaik gestaltet.

## Der Tempel des Metellus
Das Podium wurde nun aus drei Caementicium-Komplexen gebildet, die später vom tiberischen Bau überdeckt wurden. Der Bau war wahrscheinlich ein oktastyler Peripteros mit acht Frontsäulen, wie sein Vorgänger sine postico gebildet. Säulen und Gebälk bestanden aus römischem Travertin, der mit Stuck überzogen wurde, während die Cellawände aus Quadern von Anienne-Tuff gebildet wurden. Der Innenraum der Cella war mit drei Säulen an den Langseiten dekoriert, von denen sich die Fundamente erhalten haben. Der Fußboden war mit einem Mosaik belegt, dessen Ränder von einem mehrfarbigen Mäander gefasst wurden. Im Verlauf des 1. Jahrhunderts v. Chr. wurde das Mosaik durch einen Boden in opus sectile ersetzt, der perspektivisch wiedergegebene Würfel darstellte.
Cicero berichtet in seiner zweiten Rede gegen Verres von punktuellen Renovierungsarbeiten am Bau des Metellus, die im Jahr 74 v. Chr. in Auftrag gegeben worden waren. Im Vorfeld dieser Maßnahmen soll es zwischen Verres und dem zuvor für die Instandhaltung des Tempels zuständigen Bauunternehmer zu erheblichen Zerwürfnissen gekommen sein. Bei einer Neuausschreibung der Arbeiten zu massiv überteuerten Preisen soll sich Verres selbst bereichert haben.

## Der Tempel des Tiberius

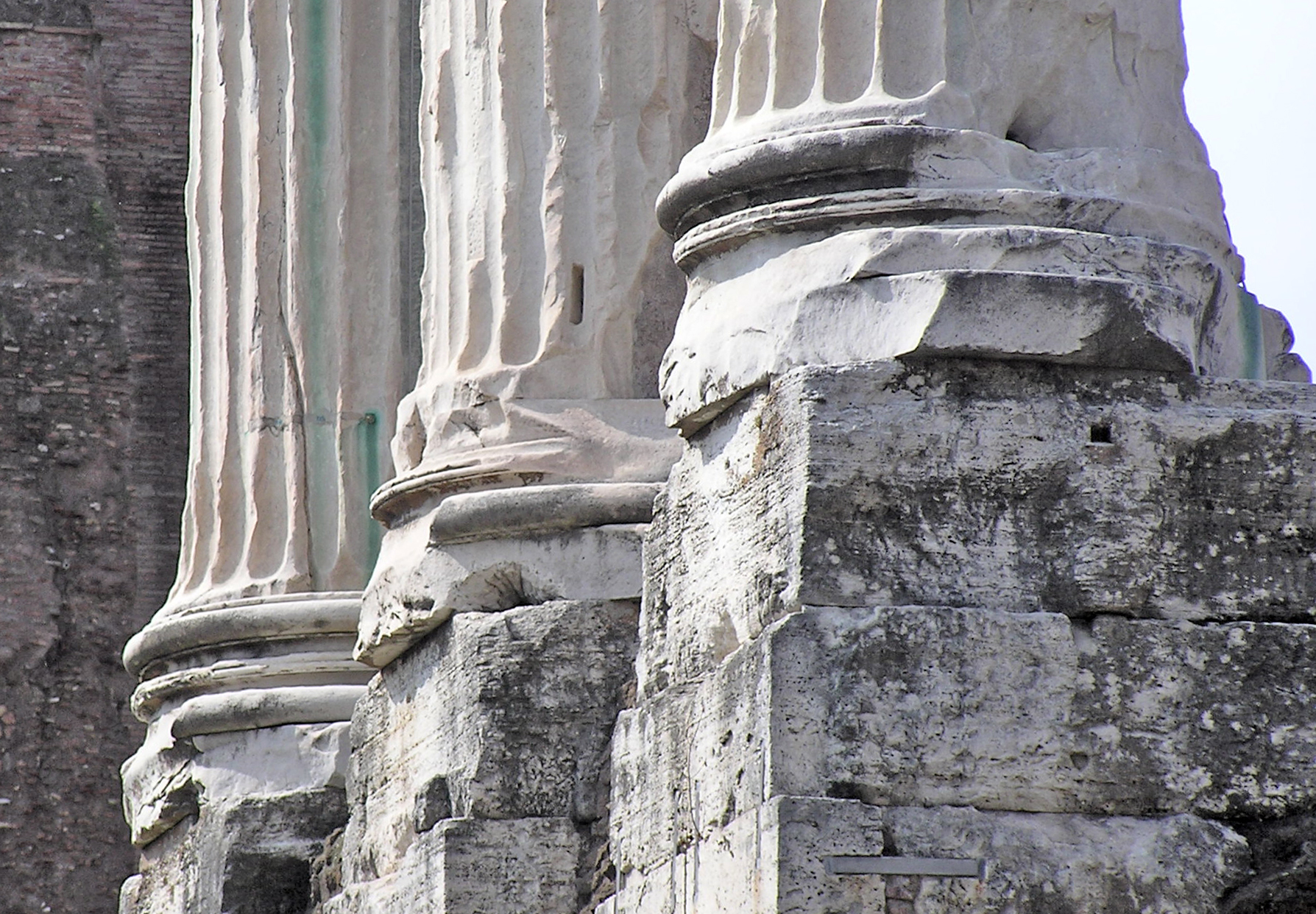
Säulenbasen des Castortempels.

Der Tempel erhob sich auf einem fast 6 Meter hohen und inklusive einer vorgelagerten Plattform etwa 30 × 50 Meter großen Podium.
Der Tempel war über seitliche Treppen, die zunächst auf die vorgelagerte Plattform führten, erreichbar. Von dort erreichte man über eine breite Freitreppe den Pronaos des Tempels.
Der aus Carrara-Marmor errichtete Tempel war ein pyknostyler Peripteros von 8 × 11 Säulen. Die Säulen standen auf Kompositbasen, deren verdoppelte, Scotia oder Trochilus genannte Hohlkehle durch einen mit zwei Rundstäben verzierten Reif getrennt war. Der untere Säulendurchmesser betrug 1,475 Meter. Die reich dekorierten korinthischen Kapitelle folgen dem Normaltypus, weisen aber in der Verschlingung der Helices eine seltene Variante auf. Der Abakus der Kapitelle schloss mit einem Eierstab ab.

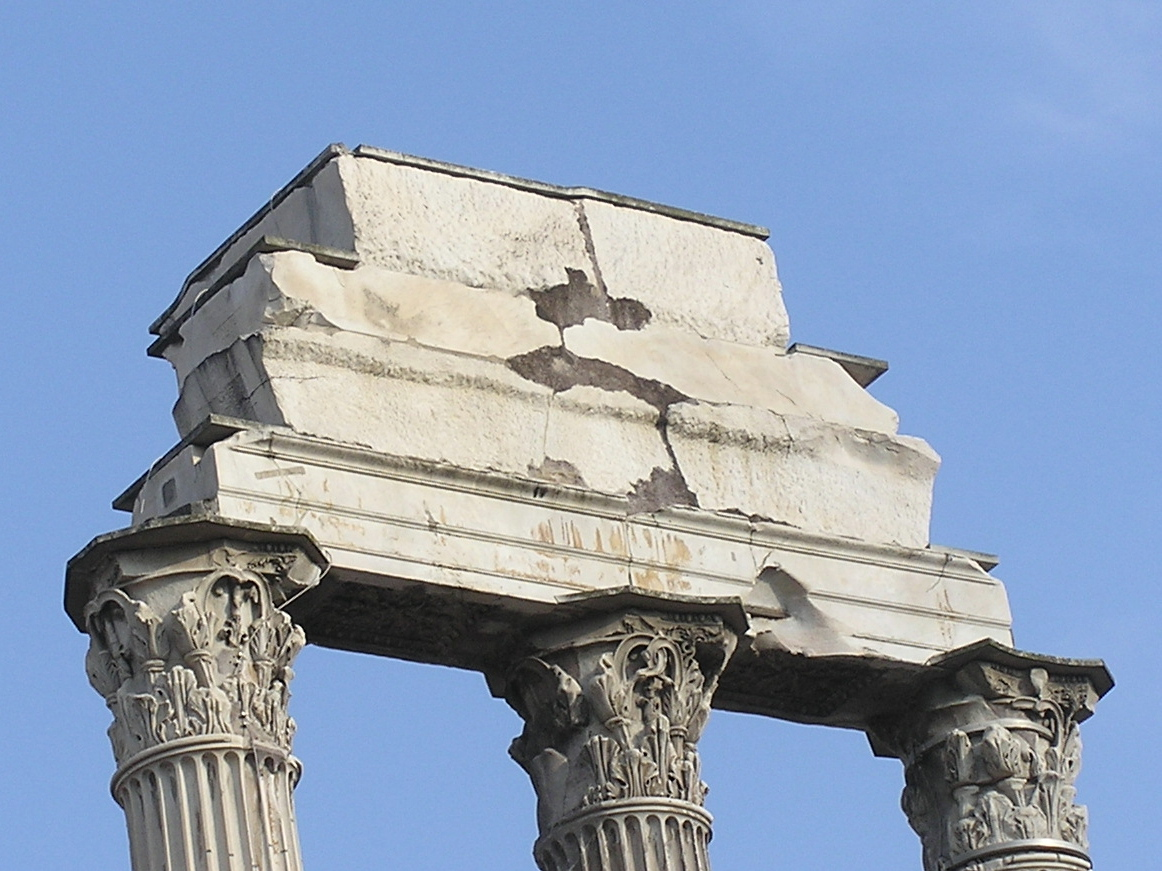
Kapitelle und Gebälkinnenseite des Castortempels.

Darüber folgte der Architrav mit drei Faszien, dessen Soffitten aufwendig mit kandelaberförmigen Achsenkreuzen um Rosetten und Ranken in den Zwickeln verziert waren. Ein Anthemion aus hängenden, geflammten Palmetten und komplizierten Kompositionen von Lotoskelchen zierte die mittlere der drei Architravfaszien. Die Faszien selbst waren durch Perlstab und Scherenkymation getrennt. Ein reich vegetabilisiertes Bügelkymation schloss den Architrav ab. Der Fries war demgegenüber einfach glatt gelassen und trug an der Vorderseite eine dreizeilige Inschrift.
Reiche, korrespondierende Profilabfolgen vermittelten zum Konsolengeison mit seinen von Akanthusblättern unterfangenen Volutenkonsolen. Die zwischengeschalteten Kassettenfelder waren hingegen schlicht mit Rosetten geschmückt. Ein Pfeifenfries mit abschließendem Eierstab krönte die Corona. All diese Ornamente standen in strengem axialen Bezug zueinander, der auch von den funktionslosen Wasserspeiern ein letztes Mal aufgenommen wurde. Von den Säulenachsen ausgehend durchzogen diese Korrespondenzen den gesamten Bau.
Vermutlich setzte sich der Reichtum des Außenbaus in der Innenarchitektur fort, obgleich keine Bauglieder nachweislich mit der Innendekoration in Verbindung zu bringen sind. Da bereits der Bau des Metellus eine Innenordnung aufwies, ist auch für den Bau des Tiberius eine solche vorauszusetzen. Zudem zeigt die Forma Urbis, dass der Castortempel eine Innenordnung besaß.